# Mihai Patriciu
Mihai Patriciu (născut cu numele de Mihai Weiss sau Grünsperger) (n. 19 ianuarie 1909, Brusturi, România – d. 29 mai 1997, Cluj-Napoca, România) a fost un lider comunist român, fost colonel de Securitate de origine evreiască.
A luptat ca voluntar în războiul civil din Spania (alături de Valter Roman, Mihai Burcă și Mihail Florescu) și apoi în rezistența franceză.
În anul 1938 a devenit membru al Partidului Comunist din România. A lucrat ca inspector general la Regionala Cluj a Siguranței (1944-1948); director al DRSP Cluj (septembrie 1948-1952), a fost destituit în cadrul epurărilor antisemite din 1952; în 1955 a fost numit director al Uzinei Metalurgice Reșița.
Conform actelor, copii săi sunt Andrei Patriciu și Maria-Monica Patriciu, mai târziu Bugnariu.
Andrei Patriciu: soție Niculina Hada și un fiu, Victor.
Maria-Monica Bugnariu: soț Demostene Sofron și doi fii: Tudor Constantin și Barbu-Sebastian.

## Distincții
- Medalia „40 de ani de la înființarea Partidului Comunist din Romînia” (6 mai 1961) „pentru activitate îndelungată în mișcarea muncitorească și merite în opera de construire a socialismului”[4]
- Ordinul „23 August” clasa a IV-a (10 august 1964) „pentru merite deosebite în opera de construire a socialismului, cu prilejul celei de a XX-a aniversări a eliberării patriei”[5]
- Ordinul „Apărarea Patriei” clasa a II-a (21 august 1979) „pentru contribuția deosebită adusă la înfăptuirea politicii Partidului Comunist Român de făurire a societății socialiste multilateral dezvoltate în patria noastră, cu prilejul celei de-a 35-a aniversări a revoluției de eliberare socială și națională, antifascistă și antiimperialistă”[6]

## Legături externe
- Torționarul Clujului: Mihai Patriciu. A scăpat ca prin minune de „ghilotina" lui Stalin, grație „blândeței“ lui Gheorghe Gheorghiu-Dej, 6 martie 2013, Florina Pop, Adevărul
- Călăul Mihail Patriciu Arhivat în 23 iunie 2013, la Wayback Machine., 11 decembrie 2012, Liviu Plesa, Revista 22
- CLUJ: Palatul Copiilor, spart pentru căutarea unor eroi, 18 august 2010, Adevărul
- Călăul Clujului, Mihai Patriciu: „Așa trebuie să procedăm ca nimeni să nu știe și să nu afle că cine a făcut“, 19 iunie 2013, Florina Pop, Adevărul
- În dispută cu asasinul securist Mihai Patriciu, 5 martie 2012, Virgil Lazar, România liberă